# Nieuwe Kerk (Delft)
Nieuwe Kerk (pol.: nowy kościół) – kościół w stylu gotyckim w holenderskim mieście Delft. Zlokalizowany przy rynku, naprzeciwko ratusza Delftu (hol.: Stadhuis). W 1584 pochowano tam Wilhelma I Orańskiego w specjalnym mauzoleum zaprojektowanym przez Hendricka i Pietera de Keyser. Od tego czasu świątynia służy jako miejsce pochówku członków dynastii Oranje-Nassau. Obecnie ostatnimi monarchami tam pochowanymi są królowa Juliana (królowa Niderlandów w latach 1948-1980) i jej mąż książę Bernhard (w 2004). Krypta królewska jest zamknięta dla zwiedzających.

## Historia kościoła
Początkowo, jako drugi kościół parafialny w Delfcie po Oude Kerk, zbudowano kościół drewniany pod wezwaniem NMP wokół którego w 1396 rozpoczęto budowę ceglanej bazyliki. W trakcie tej budowy nadano kościołowi drugie wezwanie św. Urszuli. Budowę zakończono 6 września 1496, w sto lat po jej rozpoczęciu, wraz z ukończeniem wieży. W pierwszej ćwierci XVI w. powiększono północny transept kościoła oraz baptysterium obok wieży.
5 maja 1536 w wieżę kościoła uderzył piorun, który wraz z silnym wschodnim wiatrem spowodował pożar części Delftu na zachód od Nieuwe Kerk. W 1872 w wieżę ponownie uderzył piorun. Po tym wydarzeniu wieżę poddano restauracji, w wyniku której uzyskała ona obecną wysokość tj. 108,75 m (376 schodków), co oznacza, iż w Holandii ustępuje tylko Domtoren w Utrechcie.
Wybuch ikonoklazmu w 1566 spowodował pozbawienie kościoła oryginalnego katolickiego wyposażenia. W 1572 kościół został przejęty przez kościół reformowany. 12 października 1654 w Delfcie eksplodował magazyn z 90 tys. funtów prochu. Wybuch zniszczył dachy i witraż Nieuwe Kerk oraz uszkodził jego ściany. Szkody zostały usunięte do wiosny 1655 roku.
Kościół był poddawany renowacji w latach dwudziestych, sześćdziesiątych i osiemdziesiątych XX w. Planuje się kolejną renowację w nadchodzących latach.

## Pochowani w krypcie królewskiej
W krypcie Nieuwe Kerk pochowani są władcy i inni członkowie dynastii orańskiej:
- Wilhelm I Orański Milczek
- Louiza de Coligny
- Maurycy Orański

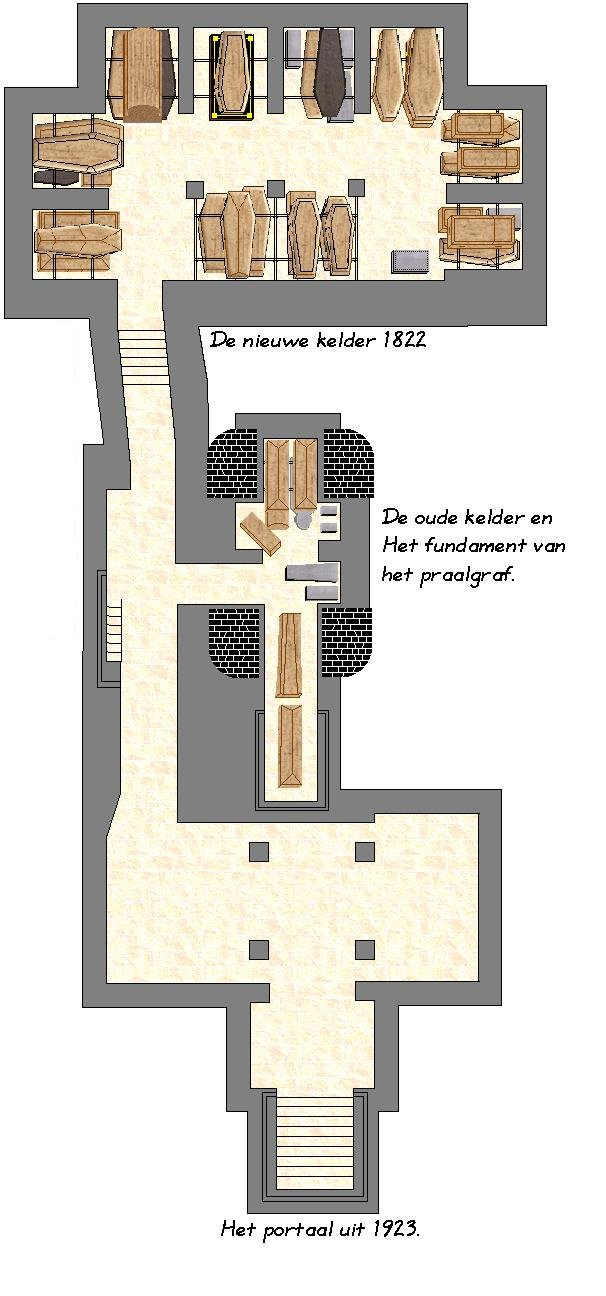
Plan krypty królewskiej

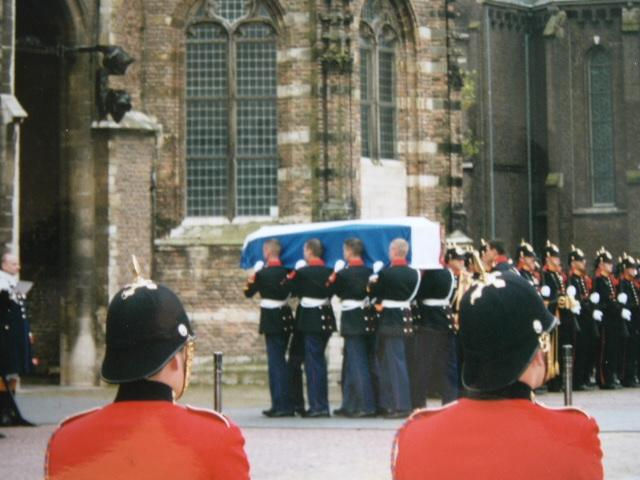
Pogrzeb księcia Clausa w Delft

- Elżbieta, córka Fryderyka Henryka Orańskiego
- Izabela Szarlota, córka Fryderyka Henryka Orańskiego
- Fryderyk Henryk Orański
- Katarzyna Belgijska, córka Wilhelma I Orańskiego Milczka
- Wilhelm II Orański (1651)
- Amalia Solms-Braunfels, żona Fryderyka Henryka Orańskiego (1675)
- Wilhelm IV Orański (1752)
- Anna Hanowerska (1759)
- Paulina Holenderska (1806)
- księżna Wilhelmina Pruska (1822)
- królowa Wilhelmina Pruska (1837)
- Wilhelm I Holenderski (1844)
- Wilhelm II Holenderski (1849)
- Anna Pawłowna (1865)
- Maurycy Holenderski (1850)
- Ludwika Pruska (1870)
- Zofia Wirtemberska (1877)
- Henryk Holenderski (1879)
- książę Wilhelm Holenderski (1879)
- Fryderyk Holenderski (1881)
- Aleksander Holenderski (1884)
- Wilhelm III Holenderski (1890)
- Emma Holenderska (1934)
- książę Henryk (1934)
- Wilhelm V Orański (1958)
- Wilhelmina (1962)
- Claus Holenderski (2002)
- Juliana (2004)
- Bernhard (2004)